# Pepsi Raw
Pepsi Raw var en kulsyreholdig cola-sodavand, der blev lanceret i 2008 eksklusivt for det britiske marked, af PepsiCo. I sommeren 2010 blev drikken lanceret i Norge. Den markedsføres som en naturlig læskedrik fordi at den ifølge producenten ikke er tilsat kunstige aroma-, farve- eller smagsstoffer.
Den blev fjernet fra det britiske marked i efteråret 2010, og i maj 2011 forsvandt den også fra det norske marked. 
I USA og Mexico bliver et lignende produkt markedsført med navnet Pepsi Natural.